# Coupe d'Union soviétique de football 1981
Navigation
Édition 1980 Édition 1982
La Coupe d'Union soviétique 1981 est la 40e édition de la Coupe d'Union soviétique de football. Elle se déroule entre le 17 février et le 9 mai 1981.
La finale se joue le 9 mai 1981 au stade Lénine de Moscou et voit la victoire du SKA Rostov, qui remporte sa première coupe nationale aux dépens du Spartak Moscou. Ce succès lui permet de se qualifier pour la Coupe des coupes 1981-1982.

## Format
Quarante-huit équipes prennent part à cette édition. Cela inclut les 18 participants à la première division 1981 ainsi que les 24 clubs du deuxième échelon, à qui sont ajoutés six équipes du troisième niveau, qui sont les six finalistes malheureux des phases finales de la saison 1980.
La compétition démarre par une phase de groupes durant laquelle les participants sont répartis en six groupes de six et deux groupes de cinq et doivent s'affronter une seule fois, les deux premiers de chaque poule à l'issue de ces rencontres se qualifiant pour les huitièmes de finale, à l'exception des groupes de cinq où seul le vainqueur passe au tour suivant.
Par la suite chaque confrontation prend la forme d'une rencontre unique jouée sur la pelouse d'une des deux équipes. En cas d'égalité à l'issue du temps réglementaire d'un match, une prolongation est jouée. Si celle-ci ne suffit pas à départager les deux équipes, le vainqueur est désigné à l'issue d'une séance de tirs au but.

## Phase de groupes
L'intégralité de la phase de groupes prend place entre le 17 février et le 5 mars 1981. L'attribution des points suit le barème des championnats soviétiques, une victoire rapportant deux points, un match nul un seul et une défaite aucun. Le Dinamo Tbilissi et le Spartak Moscou sont par ailleurs exemptés lors de cette phase et passent directement en huitièmes de finale.

### Groupe 1
Les rencontres de ce groupe sont jouées dans les villes ukrainiennes de Moukatchevo, Oujgorod, Vinogradov.
| Rang | Équipe                                | Pts | J | G | N | P | Bp | Bc | Diff |
| ---- | ------------------------------------- | --- | - | - | - | - | -- | -- | ---- |
| 1    | Dinamo Kiev (D1)                      | 9   | 5 | 4 | 1 | 0 | 9  | 1  | +8   |
| 2    | Kaïrat Alma-Ata (D1)                  | 6   | 5 | 3 | 0 | 2 | 8  | 4  | +4   |
| 3    | Karpaty Lvov (D2)                     | 6   | 5 | 2 | 2 | 1 | 8  | 4  | +4   |
| 4    | Prikarpatié Ivano-Frankovsk (uk) (D2) | 5   | 5 | 1 | 3 | 1 | 1  | 1  | 0    |
| 5    | Nistru Kichinev (D2)                  | 4   | 5 | 1 | 2 | 2 | 3  | 6  | -3   |
| 6    | Khimik Grodno (D3)                    | 0   | 5 | 0 | 0 | 5 | 1  | 14 | -13  |

### Groupe 2
Les rencontres de ce groupe sont jouées dans les villes russes de Sotchi et Adler.
| Rang | Équipe                    | Pts | J | G | N | P | Bp | Bc | Diff |
| ---- | ------------------------- | --- | - | - | - | - | -- | -- | ---- |
| 1    | Chakhtior Donetsk (D1)    | 7   | 4 | 3 | 1 | 0 | 6  | 2  | +4   |
| 2    | Metallourg Zaporojié (D2) | 5   | 4 | 2 | 1 | 1 | 6  | 2  | +4   |
| 3    | Kouzbass Kemerovo (D2)    | 5   | 4 | 2 | 1 | 1 | 2  | 2  | 0    |
| 4    | Kouban Krasnodar (D1)     | 3   | 4 | 1 | 1 | 2 | 4  | 5  | -1   |
| 5    | Lokomotiv Samtredia (D3)  | 0   | 4 | 0 | 0 | 4 | 0  | 7  | -7   |

### Groupe 3
Les rencontres de ce groupe sont jouées dans la ville russe de Léningrad.
| Rang | Équipe                    | Pts | J | G | N | P | Bp | Bc | Diff |
| ---- | ------------------------- | --- | - | - | - | - | -- | -- | ---- |
| 1    | Zénith Léningrad (D1)     | 7   | 5 | 3 | 1 | 1 | 18 | 9  | +9   |
| 2    | Iskra Smolensk (D2)       | 7   | 5 | 3 | 1 | 1 | 9  | 5  | +4   |
| 3    | Neftchi Bakou (D1)        | 6   | 5 | 2 | 2 | 1 | 9  | 8  | +1   |
| 4    | Torpedo Koutaïssi (D2)    | 5   | 5 | 1 | 3 | 1 | 5  | 11 | -6   |
| 5    | Zaria Vorochilovgrad (D2) | 4   | 5 | 1 | 2 | 2 | 6  | 7  | -1   |
| 6    | SKA-Khabarovsk (D2)       | 1   | 5 | 0 | 1 | 4 | 3  | 10 | -7   |

### Groupe 4
Les rencontres de ce groupe sont jouées dans les villes russes de Kislovodsk et Lermontov.
| Rang | Équipe                      | Pts | J | G | N | P | Bp | Bc | Diff |
| ---- | --------------------------- | --- | - | - | - | - | -- | -- | ---- |
| 1    | Dinamo Minsk (D1)           | 6   | 4 | 2 | 2 | 0 | 4  | 1  | +3   |
| 2    | Spartak Ordjonikidzé (D2)   | 5   | 4 | 1 | 3 | 0 | 4  | 2  | +2   |
| 3    | Guria Lantchkhouti (D2)     | 4   | 4 | 0 | 4 | 0 | 4  | 4  | 0    |
| 4    | Dinamo Stavropol (D2)       | 3   | 4 | 0 | 3 | 1 | 2  | 3  | -1   |
| 5    | Dniepr Dniepropetrovsk (D1) | 2   | 4 | 0 | 2 | 2 | 3  | 7  | -4   |

### Groupe 5
Les rencontres de ce groupe sont jouées dans la ville russe de Moscou.
| Rang | Équipe                 | Pts | J | G | N | P | Bp | Bc | Diff |
| ---- | ---------------------- | --- | - | - | - | - | -- | -- | ---- |
| 1    | Dinamo Moscou (D1)     | 9   | 5 | 4 | 1 | 0 | 9  | 2  | +7   |
| 2    | CSKA Moscou (D1)       | 8   | 5 | 4 | 0 | 1 | 13 | 4  | +9   |
| 3    | Žalgiris Vilnius (D2)  | 7   | 5 | 3 | 1 | 1 | 10 | 7  | +3   |
| 4    | Chinnik Iaroslavl (D2) | 4   | 5 | 2 | 0 | 3 | 7  | 6  | +1   |
| 5    | Torpedo Togliatti (D3) | 2   | 5 | 1 | 0 | 4 | 4  | 12 | -8   |
| 6    | SKA Kiev (D2)          | 0   | 5 | 0 | 0 | 5 | 1  | 13 | -12  |

### Groupe 6
Les rencontres de ce groupe sont jouées dans les villes tadjikes de Douchanbé, Kourgan-Tioube et Nourek.
| Rang | Équipe                  | Pts | J | G | N | P | Bp | Bc | Diff |
| ---- | ----------------------- | --- | - | - | - | - | -- | -- | ---- |
| 1    | Pamir Douchanbé (D2)    | 9   | 5 | 4 | 1 | 0 | 8  | 1  | +7   |
| 2    | SKA Rostov (D1)         | 6   | 5 | 3 | 0 | 2 | 4  | 4  | 0    |
| 3    | Pakhtakor Tachkent (D1) | 6   | 5 | 2 | 2 | 1 | 3  | 2  | +1   |
| 4    | Dinamo Samarkand (D3)   | 4   | 5 | 1 | 2 | 2 | 4  | 6  | -2   |
| 5    | Bouston Djizak (D2)     | 3   | 5 | 1 | 1 | 3 | 2  | 5  | -3   |
| 6    | Traktor Pavlodar (D2)   | 2   | 5 | 1 | 0 | 4 | 4  | 7  | -3   |

### Groupe 7
Les rencontres de ce groupe sont jouées dans les villes ukrainiennes de Sébastopol et Gourzouf.
| Rang | Équipe                    | Pts | J | G | N | P | Bp | Bc | Diff |
| ---- | ------------------------- | --- | - | - | - | - | -- | -- | ---- |
| 1    | Tchernomorets Odessa (D1) | 8   | 5 | 4 | 0 | 1 | 10 | 5  | +5   |
| 2    | Lokomotiv Moscou (D2)     | 7   | 5 | 3 | 1 | 1 | 9  | 5  | +4   |
| 3    | Tavria Simferopol (D1)    | 6   | 5 | 3 | 0 | 2 | 8  | 5  | +3   |
| 4    | Kolos Nikopol (uk) (D2)   | 6   | 5 | 3 | 0 | 2 | 9  | 7  | +2   |
| 5    | Fakel Voronej (D2)        | 3   | 5 | 1 | 1 | 3 | 5  | 9  | -4   |
| 6    | Dinamo Barnaoul (D3)      | 0   | 5 | 0 | 0 | 5 | 4  | 14 | -10  |

### Groupe 8
Les rencontres de ce groupe sont jouées dans les villes arméniennes d'Erevan, Artachat et Oktemberian.
| Rang | Équipe                 | Pts | J | G | N | P | Bp | Bc | Diff |
| ---- | ---------------------- | --- | - | - | - | - | -- | -- | ---- |
| 1    | Metallist Kharkov (D2) | 8   | 5 | 4 | 0 | 1 | 8  | 2  | +6   |
| 2    | Ararat Erevan (D1)     | 7   | 5 | 3 | 1 | 1 | 9  | 5  | +4   |
| 3    | SKA Odessa (D2)        | 6   | 5 | 3 | 0 | 2 | 6  | 6  | 0    |
| 4    | Torpedo Moscou (D1)    | 5   | 5 | 2 | 1 | 2 | 6  | 5  | +1   |
| 5    | Spartak Kostroma (D2)  | 2   | 5 | 1 | 0 | 4 | 1  | 5  | -4   |
| 6    | Rotor Volgograd (D3)   | 2   | 5 | 1 | 0 | 4 | 4  | 11 | -7   |

## Phase finale

### Huitièmes de finale
Les rencontres de ce tour sont jouées le 12 mars 1981.
| Date         | Domicile                  | Score                | Extérieur              |
| ------------ | ------------------------- | -------------------- | ---------------------- |
| 12 mars 1981 | Tchernomorets Odessa (D1) | 1 - 0                | (D1) CSKA Moscou       |
| 12 mars 1981 | SKA Rostov (D1)           | 3 - 1                | (D2) Iskra Smolensk    |
| 12 mars 1981 | Lokomotiv Moscou (D2)     | 2 - 2 ap (0 - 3 tab) | (D2) Metallist Kharkov |
| 12 mars 1981 | Zénith Léningrad (D1)     | 0 - 2                | (D1) Dinamo Moscou     |
| 12 mars 1981 | Dinamo Minsk (D1)         | 1 - 0                | (D2) Pamir Douchanbé   |
| 12 mars 1981 | Dinamo Kiev (D1)          | 3 - 0                | (D1) Kaïrat Alma-Ata   |
| 12 mars 1981 | Ararat Erevan (D1)        | 2 - 1 ap             | (D1) Dinamo Tbilissi   |
| 12 mars 1981 | Spartak Moscou (D1)       | 1 - 0                | (D1) Chakhtior Donetsk |

### Quarts de finale
Les rencontres de ce tour sont jouées les 21 et 22 mars 1981.
| Date         | Domicile               | Score                | Extérieur                 |
| ------------ | ---------------------- | -------------------- | ------------------------- |
| 21 mars 1981 | SKA Rostov (D1)        | 2 - 1 ap             | (D1) Ararat Erevan        |
| 21 mars 1981 | Dinamo Moscou (D1)     | 1 - 1 ap (4 - 2 tab) | (D1) Tchernomorets Odessa |
| 21 mars 1981 | Metallist Kharkov (D2) | 1 - 0 ap             | (D1) Dinamo Minsk         |
| 22 mars 1981 | Spartak Moscou (D1)    | 3 - 0                | (D1) Dinamo Kiev          |

### Demi-finales
Les rencontres de ce tour sont jouées le 27 avril 1981.
| Date          | Domicile               | Score                | Extérieur           |
| ------------- | ---------------------- | -------------------- | ------------------- |
| 27 avril 1981 | Metallist Kharkov (D2) | 0 - 0 ap (2 - 4 tab) | (D1) Spartak Moscou |
| 27 avril 1981 | Dinamo Moscou (D1)     | 0 - 1                | (D1) SKA Rostov     |

### Finale
| Titulaires :      |                            |     |
|                   |                            |     |
|                   | Rinat Dasaev               |     |
|                   | Vladimir Sotchnov (en)     |     |
|                   | Alexander Mirzoyan (en)    |     |
|                   | Guennadi Morozov           |     |
|                   | Viktor Samokhine (en)      |     |
|                   | Sergueï Chavlo             |     |
|                   | Sergueï Chvetsov (en)      | 65e |
|                   | Edgar Gess (en)            |     |
|                   | Youri Gavrilov             |     |
|                   | Fiodor Tcherenkov          |     |
|                   | Ievgueni Sidorov (en)      | 65e |
|                   |                            |     |
| Remplaçants :     |                            |     |
|                   | Aleksandr Kalachnikov (ru) | 65e |
|                   | Sergueï Rodionov           | 65e |
|                   |                            |     |
| Entraîneur :      |                            |     |
| Konstantin Beskov |                            |     |

| Titulaires :     |                                 |     |
|                  |                                 |     |
|                  | Viktor Radaïev (ru)             |     |
|                  | Sergueï Yachine (ru)            |     |
|                  | Aleksandr Andriouchtchenko (en) |     |
|                  | Naïl Kouriatnikov (ru)          |     |
|                  | Valeri Zouïev (en)              |     |
|                  | Pavel Goussev (en)              |     |
|                  | Nikolaï Romantchouk (ru)        | 61e |
|                  | Sergueï Andreïev                |     |
|                  | Aleksandr Zavarov               | 90e |
|                  | Igor Gamoula (en)               |     |
|                  | Viatcheslav Dekteriov (ru)      | 58e |
|                  |                                 |     |
| Remplaçants :    |                                 |     |
|                  | Valeri Gontcharov (ru)          | 58e |
|                  | Aleksandr Vorobiov (en)         | 61e |
|                  | Valeri Berezine (ru)            | 90e |
|                  |                                 |     |
| Entraîneur :     |                                 |     |
| Vladimir Fedotov |                                 |     |

| Titulaires :      |                            |     |
|                   |                            |     |
|                   | Rinat Dasaev               |     |
|                   | Vladimir Sotchnov (en)     |     |
|                   | Alexander Mirzoyan (en)    |     |
|                   | Guennadi Morozov           |     |
|                   | Viktor Samokhine (en)      |     |
|                   | Sergueï Chavlo             |     |
|                   | Sergueï Chvetsov (en)      | 65e |
|                   | Edgar Gess (en)            |     |
|                   | Youri Gavrilov             |     |
|                   | Fiodor Tcherenkov          |     |
|                   | Ievgueni Sidorov (en)      | 65e |
|                   |                            |     |
| Remplaçants :     |                            |     |
|                   | Aleksandr Kalachnikov (ru) | 65e |
|                   | Sergueï Rodionov           | 65e |
|                   |                            |     |
| Entraîneur :      |                            |     |
| Konstantin Beskov |                            |     |

| Titulaires :     |                                 |     |
|                  |                                 |     |
|                  | Viktor Radaïev (ru)             |     |
|                  | Sergueï Yachine (ru)            |     |
|                  | Aleksandr Andriouchtchenko (en) |     |
|                  | Naïl Kouriatnikov (ru)          |     |
|                  | Valeri Zouïev (en)              |     |
|                  | Pavel Goussev (en)              |     |
|                  | Nikolaï Romantchouk (ru)        | 61e |
|                  | Sergueï Andreïev                |     |
|                  | Aleksandr Zavarov               | 90e |
|                  | Igor Gamoula (en)               |     |
|                  | Viatcheslav Dekteriov (ru)      | 58e |
|                  |                                 |     |
| Remplaçants :    |                                 |     |
|                  | Valeri Gontcharov (ru)          | 58e |
|                  | Aleksandr Vorobiov (en)         | 61e |
|                  | Valeri Berezine (ru)            | 90e |
|                  |                                 |     |
| Entraîneur :     |                                 |     |
| Vladimir Fedotov |                                 |     |